# Coleophora subapicis
Coleophora subapicis é uma espécie de mariposa do gênero Coleophora pertencente à família Coleophoridae.